# Seasalter
Seasalter – wieś w Anglii, w hrabstwie Kent, w dystrykcie Canterbury. Leży 10 km na północny zachód od miasta Canterbury i 81 km na wschód od centrum Londynu.
W 2001 miejscowość liczyła 6899 mieszkańców.